# Steve Harding
Stephen John Harding (sinh ngày 23 tháng 7 năm 1956) là một cầu thủ bóng đá người Anh đã giải nghệ chơi ở vị trí trung vệ thi đấu ở Football League cho câu lạc bộ quê nhàs Bristol Rovers và Bristol City. Ông cũng chơi bóng cho Grimsby Town, Brentford và Southend United. Ông tiếp tục thi đấu bóng đá non-league cho Bath City, Trowbridge Town, Gloucester City và Mangotsfield United.

## Thống kê sự nghiệp
| Câu lạc bộ             | Mùa giải            | Giải vô địch        | Giải vô địch | Giải vô địch | Cúp FA | Cúp FA | Cúp Liên đoàn | Cúp Liên đoàn | Tổng | Tổng |
| Câu lạc bộ             | Mùa giải            | Hạng đấu            | Trận         | Bàn          | Trận   | Bàn    | Trận          | Bàn           | Trận | Bàn  |
| ---------------------- | ------------------- | ------------------- | ------------ | ------------ | ------ | ------ | ------------- | ------------- | ---- | ---- |
| Southend United (mượn) | 1975–76             | Third Division      | 2            | 0            | —      | —      | —             | —             | 2    | 0    |
| Brentford (mượn)       | 1979–80             | Third Division      | 4            | 0            | —      | —      | —             | —             | 4    | 0    |
| Tổng cộng sự nghiệp    | Tổng cộng sự nghiệp | Tổng cộng sự nghiệp | 6            | 0            | —      | —      | —             | —             | 6    | 0    |